# Rio Biertan
O Rio Biertan é um rio da Romênia afluente do Rio Târnava Mare, localizado no distrito de Sibiu.